# Résolution 162 du Conseil de sécurité des Nations unies
Membres permanents
- Chine (Taïwan)
- États-Unis
- France
- Royaume-Uni
- URSS

Membres non permanents
- Chili
- Sri Lanka
- Équateur
- Liberia
- Turquie
- RAU

Résolution no 161 Résolution no 163
La Résolution 162  est une résolution du Conseil de sécurité des Nations unies adoptée le 11 avril 1961, dans sa 949e séance, après une plainte déposée par la Jordanie et notant une décision de la Commission d'armistice mixte israélo-jordanienne, le Conseil a approuvé la décision de cet organisme et a exhorté Israël à s'y conformer. 
Le Conseil a demandé au membre de la Commission de coopérer pour s'assurer que la Convention d'armistice général entre Israël et la Jordanie soit respectée. Des représentants de la Jordanie et d'Israël étaient présents à la réunion.

## Vote
La résolution a été adoptée par 8 voix.

Le Ceylan, la République arabe unie et l'Union des républiques socialistes soviétiques se sont abstenus.

## Texte
- Résolution 162 Sur fr.wikisource.org
- Résolution 162 Sur en.wikisource.org